# Tour de Pologne 2017 – 2. etap
2. etap kolarskiego wyścigu Tour de Pologne 2017 odbył się 30 lipca. Start etapu miał miejsce w Tarnowskich Górach natomiast meta w Katowicach. Etap liczył 142 kilometry.

## Premie
Na 2. etapie były następujące premie:
| Rodzaj | Rodzaj           | Miejscowość          | Kilometry (od startu) | Kilometry (do mety) |
| ------ | ---------------- | -------------------- | --------------------- | ------------------- |
|        | Lotna            | Piekary Śląskie      | 56,6 km               | 87,4 km             |
|        | Specjalna        | Bytom                | 65,2 km               | 76,8 km             |
|        | Lotna            | Chorzów              | 75,0 km               | 67,0 km             |
|        | Lotna            | Siemianowice Śląskie | 85,3 km               | 56,7 km             |
|        | Górska (IV kat.) | Al. Konfantnego      | 106,6 km              | 35,4 km             |
|        | Górska (IV kat.) | Ul. Góreckiego       | 126,5 km              | 15,5 km             |

### Wyniki
| Lotna – Piekary Śląskie |                |        |        |
| Miejsce                 | Zawodnik       | Zespół | Punkty |
| 1.                      | Adrian Kurek   | CCC    | 3      |
| 2.                      | Martijn Keizer | TLJ    | 2      |
| 3.                      | Kamil Gradek   | POL    | 1      |

| Specjalna – Bytom |              |        |        |
| Miejsce           | Zawodnik     | Zespół | Punkty |
| 1.                | Adrian Kurek | CCC    | -      |

| Lotna – Chorzów |                |        |        |
| Miejsce         | Zawodnik       | Zespół | Punkty |
| 1.              | Adrian Kurek   | CCC    | 3      |
| 2.              | Kamil Gradek   | POL    | 2      |
| 3.              | Martijn Keizer | TLJ    | 1      |

| Lotna – Siemianowice Śląskie |                 |        |        |
| Miejsce                      | Zawodnik        | Zespół | Punkty |
| 1.                           | Adrian Kurek    | CCC    | 3      |
| 2.                           | Joonas Henttala | TNN    | 2      |
| 3.                           | Wout Poels      | SKY    | 1      |

| Górska – Korfantego |              |        |        |
| Miejsce             | Zawodnik     | Zespół | Punkty |
| 1.                  | Paweł Bermas | POL    | 1      |

| Górska – Góreckiego |              |        |        |
| Miejsce             | Zawodnik     | Zespół | Punkty |
| 1.                  | Paweł Bermas | POL    | 1      |

## Wyniki etapu
| Miejsce | Zawodnik          | Państwo   | Zespół            | Czas       | Bon.  | Pkt. |
| ------- | ----------------- | --------- | ----------------- | ---------- | ----- | ---- |
| 1.      | Sacha Modolo      | Włochy    | UAE Team Emirates | 3h 15' 21" | -10 s | 20   |
| 2.      | Danny van Poppel  | Holandia  | Team Sky          | + 0"       | -6 s  | 19   |
| 3.      | Max Walscheid     | Niemcy    | Team Sunweb       | + 0"       | -4 s  | 18   |
| 4.      | Boy van Poppel    | Holandia  | Trek-Segafredo    | + 0"       | —     | 17   |
| 5.      | Youcef Reguigui   | Algieria  | Dimension Data    | + 0"       | —     | 16   |
| 6.      | Tom Van Asbroeck  | Belgia    | Cannondale-Drapac | + 0"       | —     | 15   |
| 7.      | Niccolò Bonifazio | Włochy    | Bahrain-Merida    | + 0"       | —     | 14   |
| 8.      | Peter Sagan       | Słowacja  | Bora-Hansgrohe    | + 0"       | —     | 13   |
| 9.      | Riccardo Minali   | Włochy    | Astana Pro Team   | + 0"       | —     | 12   |
| 10.     | Nathan Haas       | Australia | Dimension Data    | + 0"       | —     | 11   |

## Klasyfikacje po 2. etapie

### Klasyfikacja generalna
| Miejsce | Zawodnik              | Państwo   | Zespół               | Czas       |
| ------- | --------------------- | --------- | -------------------- | ---------- |
|         | Danny Van Poppel      | Holandia  | Team Sky             | 6h 11' 27" |
| 2.      | Peter Sagan           | Słowacja  | Bora-Hansgrohe       | + 0"       |
| 3.      | Sacha Modolo          | Włochy    | UAE Team Emirates    | + 0"       |
| 4.      | Caleb Ewan            | Australia | Orica-Scott          | + 4"       |
| 5.      | Maximiliam Walschelid | Niemcy    | Team Sunweb          | + 6"       |
| 6.      | Kamil Gradek          | Polska    | Reprezentacja Polski | + 7"       |
| 7.      | Nathan Haas           | Australia | Dimension Data       | + 9"       |
| 8.      | Wout Poels            | Holandia  | Team Sky             | + 9"       |
| 9.      | Niccolò Bonifazio     | Włochy    | Bahrain-Merida       | + 10"      |
| 10.     | Boy Van Poppel        | Holandia  | Trek-Segafredo       | + 10"      |

### Klasyfikacja punktowa
| Miejsce | Zawodnik          | Państwo  | Zespół          | Punkty |
| ------- | ----------------- | -------- | --------------- | ------ |
|         | Danny Van Poppel  | Holandia | Team Sky        | 37     |
| 2.      | Peter Sagan       | Słowacja | Bora-Hansgrohe  | 33     |
| 3.      | Niccolò Bonifazio | Włochy   | Bahrain-Merida  | 30     |
| 4.      | Boy Van Poppel    | Holandia | Trek-Segafredo  | 29     |
| 5.      | Riccardo Minali   | Włochy   | Astana Pro Team | 29     |

### Klasyfikacja górska
| Miejsce | Zawodnik       | Państwo  | Zespół               | Punkty |
| ------- | -------------- | -------- | -------------------- | ------ |
|         | Martijn Keizer | Holandia | Team LottoNL-Jumbo   | 2      |
| 2.      | Paweł Bernas   | Polska   | Reprezentacja Polski | 2      |

### Klasyfikacja najaktywniejszych
| Miejsce | Zawodnik        | Państwo   | Zespół                | Punkty |
| ------- | --------------- | --------- | --------------------- | ------ |
|         | Adrian Kurek    | Polska    | CCC Sprandi Polkowice | 9      |
| 2.      | Martijn Keizer  | Holandia  | Team LottoNL-Jumbo    | 6      |
| 3.      | Kamil Gradek    | Polska    | Reprezentacja Polski  | 3      |
| 4.      | Joonas Henttala | Finlandia | Team Novo Nordisk     | 2      |
| 5.      | Maciej Paterski | Polska    | CCC Sprandi Polkowice | 2      |

### Klasyfikacja drużynowa
| Miejsce | Zespół            | Państwo                      | Czas        |
| ------- | ----------------- | ---------------------------- | ----------- |
| 1.      | Dimension Data    | Południowa Afryka            | 18h 34' 51" |
| 2.      | Gazprom-RusVelo   | Rosja                        | + 0"        |
| 3.      | Team Sky          | Wielka Brytania              | + 0"        |
| 4.      | UAE Team Emirates | Zjednoczone Emiraty Arabskie | + 0"        |
| 5.      | Lotto Soudal      | Belgia                       | + 0"        |